# Lankesterella salehi
Lankesterella salehi är en orkidéart som beskrevs av Guido Frederico João Pabst. Lankesterella salehi ingår i släktet Lankesterella och familjen orkidéer. Inga underarter finns listade i Catalogue of Life.